# Lykourgos Kallergis
Lykourgos Kallergis (en griego, Λυκούργος Καλλέργης; Choumeri, Mylopotamos, 7 de marzo de 1914 – Atenas, 27 de agosto de 2011) fue un actor, director de cine y político griego.

## Biografía
Kallergis nació en Mylopotamos aunque su padre Stavros Kallergis y su familia se trasladaron a Atenas cuando él tenía diez años. Kallergis se casó en dos ocasiones con Jenny Kollarou y Maria Foka (I). 
Kallergis, como actor, actuó en más de 500 obras entre la televisión, cine, radio y teatro en una carrera que se alargó durante más de sesenta años. También se aventuró en la política, sirviendo como diputado dentro del Partido Comunista Griego desde 1977 hasta 1981. Kallergis tradujo obras extranjeras al griego y también como ejerció de director.